# Ruessei Chrouy
Ruessei Chrouy es una comuna (khum) del distrito de Mukh Kompul, en la provincia de Kandal, Camboya. En marzo de 2008 tenía una población estimada de 9639 habitantes.
Se encuentra ubicada al sur del país, en la llanura central camboyana, a escasa distancia del río Mekong, de Nom Pen —la capital del país— y de la frontera con Vietnam.